# Прикордонна смуга
Прикордонна смуга — ділянка місцевості, яка встановлюється безпосередньо уздовж державного кордону на його сухопутних ділянках або уздовж берегів прикордонних річок, озер та інших водойм у межах територій селищних і сільських рад, прилеглих до державного кордону, але не може бути меншою від ширини смуги місцевості, що розташована в межах від лінії державного кордону до лінії прикордонних інженерних споруджень.
До прикордонної смуги не включаються населені пункти і місця масового відпочинку населення.
9 листопада 2016 року Кабінет Міністрів України запровадив нові дорожні знаки «Початок прикордонної смуги», «Кінець прикордонної смуги», «Початок контрольованого прикордонного району» та «Кінець контрольованого прикордонного району». Відповідно до постанови КМУ №790 від 09.11.2016 ці знаки були введені до Правил дорожнього руху України. У ДСТУ 4100:2021 ці знаки остаточно з'явились у новому стандарті дорожніх знаків України.
Відповідно до пункту 2.4-3 Правил дорожнього руху України на ділянках доріг у межах прикордонної смуги та контрольованого прикордонного району на вимогу уповноваженої особи Держприкордонслужби водій повинен зупинитися з дотриманням вимог цих Правил, а також пред’явити для перевірки документи, зазначені в підпункті “б” пункту 2.1; дати можливість оглянути транспортний засіб і перевірити номери його агрегатів.

Дорожні знаки, що позначають прикордонну зону
5.84 Початок прикордонної смуги
5.85 Кінець прикордонної смуги
5.86 Початок контрольованого прикордонного району
5.87 Кінець контрольованого прикордонного району